# Leggings
Leggings (eller legging) er en slags stramtsiddende bukser lavet af strik eller elastisk stof. Navnet kommer fra det engelske ord leggings, som er afledt af leg (ben). En anden betegnelse for samme type beklædning er gamache. Ligesom bukser går de fleste leggings fra anklen og op til livet. De findes dog også i kortere udgaver, som går op til lårene eller knæene.